# Municipio de Brown (condado de Lycoming)
El municipio de Brown  (en inglés: Brown Township) es un municipio ubicado en el condado de Lycoming en el estado estadounidense de Pensilvania. En el año 2000 tenía una población de 111 habitantes y una densidad poblacional de 0.6 personas por km².

## Geografía
El municipio de Brown se encuentra ubicado en las coordenadas 41°29′30″N 77°30′59″O / 41.49167, -77.51639.

## Demografía
Según la Oficina del Censo en 2000 los ingresos medios por hogar en la localidad eran de $41,250 y los ingresos medios por familia eran $55,833. Los hombres tenían unos ingresos medios de $24,583 frente a los $16,667 para las mujeres. La renta per cápita para la localidad era de $22,970. Alrededor del 4,9% de la población estaban por debajo del umbral de pobreza.